# Sylvia Kibet
Sylvia Jebiwott Kibet (Kapchorwa, 28 marzo 1984) è una mezzofondista e maratoneta keniota.

## Biografia
Nel 2006 ha vinto la medaglia di bronzo ai Campionati africani nei 5000 m piani, mentre fu quinta nei 3000 m piani alla World Athletics Final dello stesso anno. Nel 2007 è stata bronzo nei 5000 m ai Giochi panafricani, quarta ai Mondiali di Osaka (sempre sui 5000 m) e, alla World Athletics Final, rispettivamente seconda e quinta sui 5000 e 3000 m.
Nel 2008 è rimasta ai piedi del podio, quarta, sia ai Mondiali indoor a Valencia (dove ha però fatto segnare il record nazionale dei 3000 m piani, con il tempo di 8'41"82) che ai Giochi olimpici di Pechino sui 5000 m (in quest'ultima occasione è stata successivamente promossa al 3º posto a causa della squalifica della turca Elvan Abeylegesse).
Il primo podio mondiale lo ha raggiunto nel 2009 ai Mondiali di Berlino, dov'è stata argento sui 5000 m, mentre ai Mondiali di Taegu 2011 ha ottenuto il secondo posto nei 5000 m con il tempo di 14'56"21.
È la sorella minore di Hilda Kibet, atleta che corre dall'ottobre 2007 per i Paesi Bassi, nazione per cui gareggia anche Lornah Kiplagat, cugina delle sorelle Kibet.

## Palmarès
| Anno | Manifestazione          | Sede        | Evento       | Risultato | Prestazione | Note                          |
| ---- | ----------------------- | ----------- | ------------ | --------- | ----------- | ----------------------------- |
| 1999 | Mondiali allievi        | Bydgoszcz   | 1500 m piani | Argento   | 4'24"43     |                               |
| 2006 | Campionati africani     | Bambous     | 5000 m piani | Bronzo    | 15'57"14    |                               |
| 2007 | Giochi panafricani      | Algeri      | 5000 m piani | Bronzo    | 15'06"39    |                               |
| 2007 | Mondiali                | Osaka       | 5000 m piani | 4ª        | 14'59"26    | Miglior prestazione personale |
| 2008 | Mondiali indoor         | Valencia    | 3000 m piani | 4ª        | 8'41"82     |                               |
| 2008 | Giochi olimpici         | Pechino     | 5000 m piani | Bronzo    | 15'44"96    |                               |
| 2009 | Mondiali                | Berlino     | 5000 m piani | Argento   | 14'58"33    |                               |
| 2010 | Mondiali indoor         | Doha        | 3000 m piani | 4ª        | 8'52"16     |                               |
| 2010 | Giochi del Commonwealth | Nuova Delhi | 5000 m piani | Argento   | 15'55"61    |                               |
| 2011 | Mondiali                | Taegu       | 5000 m piani | Argento   | 14'56"21    |                               |
| 2012 | Mondiali indoor         | Istanbul    | 3000 m piani | 4ª        | 8'40"50     |                               |

## Campionati nazionali
2003
- Argento ai campionati kenioti juniores, 1500 m piani - 4'35"0

2006
- Bronzo ai campionati kenioti, 5000 m piani - 15'54"6

2007
- Oro ai campionati kenioti, 5000 m piani - 16'05"57

2009
- Argento ai campionati kenioti, 1500 m piani - 4'08"57

2011
- Oro ai campionati kenioti, 5000 m piani - 15'38"5

## Altre competizioni internazionali
2003
- 5ª alla 10 km di Montereau ( Montereau) - 34'20"
- 5ª alla 10 km di Créteil ( Créteil) - 34'55"
- 5ª alla Jogging des Notaires ( Parigi) - 35'31"

2006
- Oro alla Maratonina della Pace ( Villa Lagarina) - 1h11'37"
- Oro alla Mezza maratona di Nizza ( Nizza) - 1h11'51"
- Oro alla Eldoret Fluorspar ( Eldoret) - 31'48"
- Oro alla 10 km di Pasquetta ( Gualtieri) - 32'34"
- Oro alla 10 km de la Provence ( Marsiglia) - 33'05"

2007
- Oro alla BOclassic ( Bolzano) - 16'01"

2008
- Oro alla Corrida Pédestre Internationale de Houilles ( Houilles) - 31'50"

2009
- Argento alla Mezza maratona di Nizza ( Nizza) - 1h09'51"

2010
- Oro al Memorial Peppe Greco ( Scicli)
- Argento alla Glasgow Women's 10K ( Glasgow) - 31'20"
- Argento alla adidas Women's 5-K Challenge ( Londra), 5 km - 15'10"

2011
- Bronzo al DN Galan ( Stoccolma), 5000 m piani - 14'45"31
- Oro al Memorial Peppe Greco ( Scicli)
- Oro al Cross di Alà dei Sardi ( Alà dei Sardi) - 18'02"

2012
- Oro alla Dam tot Damloop ( Amsterdam), 10 miglia - 51'42"
- Oro alla BOclassic ( Bolzano) - 16'21"

2013
- 4ª alla Mezza maratona di Lisbona ( Lisbona) - 1h10'41"
- Bronzo alla Dam tot Damloop ( Amsterdam), 10 miglia - 52'06"
- Oro alla Carrera de la Mujer ( Bogotà), 12 km - 42'11"

2014
- Bronzo alla Corrida de Săo Silvestre ( Luanda) - 32'47"

2015
- Argento alla Maratona di Amburgo ( Amburgo) - 2h26'16"
- 5ª alla Roma-Ostia ( Roma) - 1h09'32"
- 7ª alla Dam tot Damloop ( Amsterdam), 10 miglia - 54'29"

2018
- Bronzo alla Maratona di Saitama ( Saitama) - 2h28'38"
- 4ª alla Maratona di Amburgo ( Amburgo) - 2h30'27"
- Bronzo alla Nairobi Standard Chartered Half Marathon ( Nairobi) - 1h14'09"

2019
- 7ª alla Maratona di Francoforte ( Francoforte sul Meno) - 2h26'04"
- Oro alla Maratona di Rabat ( Rabat) - 2h25'52"